# Voivodato di Augustów
Il voivodato di Augustów fu creato nel 1816 a partire dal dipartimento di Łomża. Il suo capoluogo fu situato a Łomża dal 1816 fino al 1818, quando fu trasferito a Suwałki. Nel 1837 fu trasformato nel governatorato di Augustów.